# Temporada 1998-99 de los Miami Heat
La temporada 1998-99 fue la undécima de los Miami Heat en la NBA. La temporada regular acabó con 33 victorias y 17 derrotas, ocupando el primer puesto de la conferencia Este, clasificándose para los playoffs, en los que cayeron en primera ronda ante los New York Knicks. Debido a un cierre patronal, la temporada regular comenzó el 5 de febrero de 1999 y se redujo de 82 partidos a 50.

## Elecciones en elDraft
| Ronda | Puesto | Jugador      | Posición | Nacionalidad   | Universidad |
| ----- | ------ | ------------ | -------- | -------------- | ----------- |
| 2     | 51     | Corey Brewer | Base     | Estados Unidos | Oklahoma    |

## Temporada regular
| División Atlántico   | División Atlántico | División Atlántico | División Atlántico | División Atlántico | División Atlántico | División Atlántico | División Atlántico | División Atlántico |
| Equipo               | G                  | P                  | %                  | PD                 | Casa               | Fuera              | Div                |                    |
| -------------------- | ------------------ | ------------------ | ------------------ | ------------------ | ------------------ | ------------------ | ------------------ | ------------------ |
| c-Miami Heat         | 33                 | 17                 | .660               | –                  | 18-7               | 15–10              | 12-8               |                    |
| x-Orlando Magic      | 33                 | 17                 | .660               | –                  | 21–4               | 12–13              | 12-6               |                    |
| x-Philadelphia 76ers | 28                 | 22                 | .560               | 5                  | 17–8               | 11–14              | 9–10               |                    |
| x-New York Knicks    | 27                 | 23                 | .540               | 6                  | 19-6               | 8–17               | 12–8               |                    |
| Boston Celtics       | 19                 | 31                 | .380               | 14                 | 10–15              | 9–16               | 10–9               |                    |
| Washington Wizards   | 18                 | 32                 | .360               | 15                 | 13–12              | 5–20               | 6–13               |                    |
| New Jersey Nets      | 16                 | 34                 | .320               | 17                 | 12–13              | 4–21               | 6–13               |                    |

## Playoffs

### Primera ronda
Miami Heat  vs. New York Knicks
| Fecha      | Partido                             | Ciudad     |
| ---------- | ----------------------------------- | ---------- |
| 8 de mayo  | Miami Heat 75, New York Knicks 95   | Miami      |
| 10 de mayo | Miami Heat 83, New York Knicks 73   | Miami      |
| 12 de mayo | New York Knicks 97, Miami Heat 73   | Nueva York |
| 14 de mayo | New York Knicks 72, Miami Heat 87   | Nueva York |
| 16 de mayo | Miami Heat 77, New York Knicks 78   | Miami      |
|            | New York Knicks gana las series 3-2 |            |

## Estadísticas

### Temporada regular
| Rk | Jugador               | Edad | Pos. | P  | PT | MP   | TC  | TCI  | %TC  | T3  | T3I | %T3  | TL  | TLI | %TL   | RO  | RD  | RT   | AS  | RB  | TAP | BP  | FP  | PTS  |
| -- | --------------------- | ---- | ---- | -- | -- | ---- | --- | ---- | ---- | --- | --- | ---- | --- | --- | ----- | --- | --- | ---- | --- | --- | --- | --- | --- | ---- |
| 1  | Alonzo Mourning       | 28   | C    | 46 | 46 | 38.1 | 7.0 | 13.8 | .511 | 0.0 | 0.0 | .000 | 6.0 | 9.2 | .652  | 3.6 | 7.4 | 11.0 | 1.6 | 0.7 | 3.9 | 3.0 | 3.5 | 20.1 |
| 2  | Tim Hardaway          | 32   | PG   | 48 | 48 | 36.9 | 6.3 | 15.7 | .400 | 2.3 | 6.5 | .360 | 2.5 | 3.1 | .812  | 0.3 | 2.9 | 3.2  | 7.3 | 1.2 | 0.1 | 2.7 | 2.1 | 17.4 |
| 3  | Jamal Mashburn        | 26   | SF   | 24 | 23 | 35.6 | 5.6 | 12.4 | .451 | 0.5 | 1.3 | .433 | 3.1 | 4.3 | .721  | 1.0 | 5.1 | 6.1  | 3.1 | 0.8 | 0.1 | 2.5 | 2.4 | 14.8 |
| 4  | Dan Majerle           | 33   | SG   | 48 | 48 | 33.8 | 2.5 | 6.2  | .396 | 1.4 | 4.2 | .335 | 0.7 | 1.0 | .717  | 0.4 | 3.9 | 4.3  | 3.1 | 0.8 | 0.1 | 1.1 | 2.1 | 7.0  |
| 5  | P.J. Brown            | 29   | PF   | 50 | 50 | 32.2 | 4.6 | 9.5  | .480 | 0.0 | 0.0 |      | 2.3 | 2.9 | .774  | 2.3 | 4.6 | 6.9  | 1.3 | 0.9 | 1.0 | 1.4 | 3.3 | 11.4 |
| 6  | Terry Mills           | 31   | PF   | 1  | 0  | 29.0 | 3.0 | 8.0  | .375 | 2.0 | 4.0 | .500 | 1.0 | 2.0 | .500  | 3.0 | 1.0 | 4.0  | 0.0 | 1.0 | 0.0 | 3.0 | 3.0 | 9.0  |
| 7  | Terry Porter          | 35   | PG   | 50 | 1  | 27.3 | 3.4 | 7.4  | .465 | 1.2 | 2.8 | .411 | 2.5 | 3.0 | .831  | 0.3 | 2.5 | 2.8  | 2.9 | 1.0 | 0.2 | 1.5 | 1.9 | 10.5 |
| 8  | Clarence Weatherspoon | 28   | SF   | 49 | 3  | 21.2 | 2.9 | 5.4  | .534 | 0.0 | 0.0 |      | 2.3 | 2.9 | .804  | 1.5 | 3.5 | 5.0  | 0.7 | 0.6 | 0.3 | 1.2 | 2.2 | 8.1  |
| 9  | Voshon Lenard         | 25   | SG   | 12 | 2  | 15.8 | 2.6 | 6.6  | .392 | 1.0 | 2.9 | .343 | 0.7 | 0.9 | .727  | 0.3 | 1.0 | 1.3  | 0.8 | 0.3 | 0.1 | 0.6 | 1.5 | 6.8  |
| 10 | Rex Walters           | 28   | SG   | 33 | 13 | 15.3 | 1.1 | 2.9  | .368 | 0.4 | 1.2 | .316 | 0.6 | 0.7 | .826  | 0.3 | 1.2 | 1.5  | 1.8 | 0.3 | 0.1 | 1.0 | 1.9 | 3.1  |
| 11 | Keith Askins          | 31   | SF   | 33 | 13 | 12.6 | 0.6 | 1.9  | .323 | 0.2 | 0.9 | .276 | 0.2 | 0.2 | .625  | 0.3 | 1.0 | 1.3  | 0.3 | 0.5 | 0.1 | 0.4 | 1.8 | 1.6  |
| 12 | Blue Edwards          | 33   | SF   | 24 | 0  | 11.8 | 1.3 | 3.0  | .444 | 0.2 | 0.4 | .400 | 0.4 | 0.5 | .692  | 0.3 | 1.1 | 1.4  | 1.3 | 0.7 | 0.2 | 0.9 | 1.0 | 3.2  |
| 13 | Mark Strickland       | 28   | PF   | 32 | 1  | 11.2 | 1.6 | 3.2  | .495 | 0.0 | 0.0 | .000 | 0.6 | 0.8 | .731  | 0.8 | 1.6 | 2.4  | 0.3 | 0.2 | 0.3 | 0.4 | 0.9 | 3.7  |
| 14 | Mark Davis            | 25   | SF   | 4  | 1  | 8.8  | 0.5 | 1.5  | .333 | 0.0 | 0.0 |      | 1.3 | 1.5 | .833  | 0.5 | 1.3 | 1.8  | 0.3 | 0.3 | 0.0 | 1.8 | 3.0 | 2.3  |
| 15 | Duane Causwell        | 30   | C    | 19 | 1  | 7.2  | 1.1 | 1.8  | .571 | 0.0 | 0.0 |      | 0.2 | 0.6 | .333  | 0.7 | 1.1 | 1.8  | 0.1 | 0.0 | 0.6 | 0.9 | 1.7 | 2.3  |
| 16 | Jamie Watson          | 26   | SF   | 3  | 0  | 6.0  | 0.3 | 0.7  | .500 | 0.0 | 0.0 |      | 0.0 | 0.0 |       | 0.0 | 0.3 | 0.3  | 0.3 | 0.0 | 0.0 | 0.3 | 0.3 | 0.7  |
| 17 | Marty Conlon          | 31   | C    | 7  | 0  | 5.0  | 0.4 | 1.9  | .231 | 0.0 | 0.0 |      | 0.3 | 0.3 | 1.000 | 0.1 | 0.6 | 0.7  | 0.1 | 0.0 | 0.1 | 0.4 | 0.9 | 1.1  |

### Playoffs
| Rk | Jugador               | Edad | Pos. | P | PT | MP   | TC  | TCI  | %TC  | T3  | T3I | %T3  | TL  | TLI | %TL   | RO  | RD  | RT  | AS  | RB  | TAP | BP  | FP  | PTS  |
| -- | --------------------- | ---- | ---- | - | -- | ---- | --- | ---- | ---- | --- | --- | ---- | --- | --- | ----- | --- | --- | --- | --- | --- | --- | --- | --- | ---- |
| 1  | Alonzo Mourning       | 28   | C    | 5 | 5  | 38.8 | 7.6 | 14.6 | .521 | 0.0 | 0.0 |      | 6.4 | 9.8 | .653  | 1.4 | 6.8 | 8.2 | 0.8 | 1.6 | 2.8 | 2.4 | 3.8 | 21.6 |
| 2  | Tim Hardaway          | 32   | PG   | 5 | 5  | 36.4 | 3.0 | 11.2 | .268 | 1.0 | 5.0 | .200 | 2.0 | 3.2 | .625  | 0.6 | 2.2 | 2.8 | 6.4 | 1.0 | 0.2 | 3.6 | 2.8 | 9.0  |
| 3  | Dan Majerle           | 33   | SG   | 5 | 5  | 30.4 | 1.0 | 5.2  | .192 | 1.0 | 4.4 | .227 | 1.0 | 1.4 | .714  | 0.6 | 5.2 | 5.8 | 1.2 | 1.0 | 0.4 | 0.6 | 3.0 | 4.0  |
| 4  | Jamal Mashburn        | 26   | SF   | 5 | 5  | 30.4 | 3.8 | 9.8  | .388 | 1.2 | 2.8 | .429 | 1.2 | 1.8 | .667  | 0.8 | 1.8 | 2.6 | 2.0 | 0.4 | 0.0 | 2.0 | 2.2 | 10.0 |
| 5  | P.J. Brown            | 29   | PF   | 5 | 5  | 28.8 | 4.2 | 9.0  | .467 | 0.0 | 0.2 | .000 | 1.8 | 2.0 | .900  | 2.8 | 3.4 | 6.2 | 1.0 | 0.4 | 0.4 | 0.6 | 3.4 | 10.2 |
| 6  | Terry Porter          | 35   | PG   | 5 | 0  | 27.8 | 3.0 | 6.4  | .469 | 0.6 | 2.4 | .250 | 2.4 | 3.0 | .800  | 0.6 | 3.2 | 3.8 | 3.0 | 0.6 | 0.0 | 1.6 | 1.6 | 9.0  |
| 7  | Clarence Weatherspoon | 28   | SF   | 5 | 0  | 22.4 | 1.8 | 5.2  | .346 | 0.0 | 0.0 |      | 2.2 | 3.4 | .647  | 0.8 | 3.4 | 4.2 | 0.4 | 1.4 | 0.2 | 0.6 | 1.6 | 5.8  |
| 8  | Voshon Lenard         | 25   | SG   | 4 | 0  | 14.3 | 3.0 | 5.5  | .545 | 2.3 | 3.5 | .643 | 1.0 | 1.0 | 1.000 | 0.0 | 0.3 | 0.3 | 0.8 | 0.0 | 0.3 | 0.3 | 1.0 | 9.3  |
| 9  | Keith Askins          | 31   | SF   | 4 | 0  | 6.8  | 0.0 | 1.0  | .000 | 0.0 | 0.8 | .000 | 0.0 | 0.0 |       | 0.5 | 0.5 | 1.0 | 0.0 | 0.5 | 0.3 | 0.0 | 1.3 | 0.0  |
| 10 | Duane Causwell        | 30   | C    | 4 | 0  | 5.0  | 0.3 | 0.5  | .500 | 0.0 | 0.0 |      | 1.0 | 1.5 | .667  | 0.0 | 0.5 | 0.5 | 0.3 | 0.3 | 0.0 | 0.0 | 0.5 | 1.5  |
| 11 | Rex Walters           | 28   | SG   | 3 | 0  | 4.3  | 0.0 | 1.0  | .000 | 0.0 | 0.7 | .000 | 0.0 | 0.0 |       | 0.0 | 0.0 | 0.0 | 1.3 | 0.0 | 0.0 | 0.0 | 0.0 | 0.0  |
| 12 | Mark Strickland       | 28   | PF   | 2 | 0  | 4.0  | 0.5 | 1.0  | .500 | 0.0 | 0.0 |      | 1.0 | 1.0 | 1.000 | 0.5 | 1.0 | 1.5 | 0.0 | 0.5 | 0.0 | 0.5 | 0.0 | 2.0  |

## Galardones y récords
| Jugador         | Galardón                                                                             |
| Alonzo Mourning | Mejor Defensor de la NBA Mejor quinteto de la NBA Mejor quinteto defensivo de la NBA |
| Tim Hardaway    | 2.º Mejor quinteto de la NBA                                                         |
| P.J. Brown      | 2.º Mejor quinteto defensivo de la NBA                                               |